# Platia Aristotelous
Die Platia Aristotelous (griechisch Πλατεία Αριστοτέλους ‚Aristoteles-Platz‘) ist einer der wichtigsten Plätze in Griechenlands zweitgrößter Stadt Thessaloniki.
Der längliche Platz liegt quer zur Uferpromenade und öffnet sich nach Südwesten zum Thermaischen Golf. Er verbindet die Uferstraße Leoforos Nikis mit der nordöstlich führenden anschließenden Fußgängerstraße Odos Aristotelous (‚Aristoteles-Straße‘), die zur Platia Archeas Agoras und den Resten des antiken römischen Forums führt.
Der halbkreisförmig umbaute Platz wurde nach dem Großbrand von 1917 nach Plänen von Ernest Hébrard angelegt, der für den Platz den Namen „Alexander-der-Große-Platz“ vorgeschlagen hatte. Der Platz ist von sechsstöckigen Hotel- und Geschäftsbauten mit von Rundbögen gesäumten Arkaden und Balkons umstanden und bildet das urbane Zentrum der innerstädtischen Einkaufszone. Der geräumige Platz wird von zahlreichen Cafés und Restaurants gesäumt und dient häufig politischen Kundgebungen oder zur Austragung von Konzerten. Zur Adventszeit werden ein Weihnachtsbaum und eine Krippe auf ihm errichtet.
Auf dem Platz befindet sich eine Bronzestatue des griechischen Philosophen Aristoteles, nach dem der Platz  benannt ist. Zusammen mit der angrenzenden Aristoteles-Straße ähnelt der Grundriss des Platzes einer Flasche; die Wodka-Marke Absolut verwendete eine Luftaufnahme des Platzes für ein Werbefoto.